# Olxanka-Pérvaia
Olxanka-Pérvaia - Ольшанка-Первая (rus) - és un poble de l'óblast de Bélgorod, a Rússia. El 2016 tenia 26 habitants. Pertany al districte (raion) de Gubkin.